# Zivile Koalition
Der Zivile Koalition e.V. ist ein konservativer politischer Verein in Deutschland.

## Vereinsstruktur
Der Verein wurde 2005 von Beatrix von Storch gegründet. Sie ist seitdem Erste Vorsitzende, Sprecherin und Schriftführerin des Vereins. Ihr Mann Sven von Storch ist Zweiter Vorsitzender und Kassenführer, auch weitere Vereinsmitglieder gehören zur Familie von Storch. Zur engen Verflechtung mit der Familie von Storch kommen enge Beziehungen zu anderen – meist ebenfalls von dieser Familie geprägten – Vereinigungen und Initiativen hinzu:
- 2013 – 2015 waren sie maßgeblich aktiv im „BürgerKonvent“[2][3]
- das Hauptmedium ist der Autoren-Blog Die Freie Welt (Herausgeber: Sven von Storch, Redaktionsbeirat: Karl Feldmeyer, Klaus Peter Krause)[4][5][6]

Die ersten eigenen Projekte waren bzw. sind:
- die Allianz für den Rechtsstaat[7]
- das Institut für Strategische Studien Berlin (ISSB)
- webkreis.org[8]
- Echte Reformen jetzt[9]

Hinzu kamen dann die „Initiativen“ bzw. Kampagnen-Projekte:
- Abgeordneten-Check (Vertreten durch: Sven von Storch)[10]
- Bürgerrecht direkte Demokratie (Verantwortlich:Sven von Storch, Haupt-Akteurin: Vera Lengsfeld)[11][12][13]
- die Petitions-Seite Civil Petition (Verantwortlich: Sven von Storch)
- EU-Check (Vertreten durch: Sven von Storch)[14]
- die Lebensrechts-Kampagne Einer von uns (Sprecherin: Hedwig von Beverfoerde)
- die Initiative Entscheidung für das Leben (Vertreten durch Sven von Storch, Sprecher: Andreas Lombard)
- die Initiative Familienschutz (Vertreten durch Sven von Storch)[15]

Gemeinsam mit der Friedrich A. von Hayek-Gesellschaft und weiteren Organisationen veranstaltet die Zivile Koalition das „Forum Freiheit“.
Die genaue Mitgliederzahl ist unbekannt, nach einigen Berichten besteht der Verein ausschließlich aus Familienangehörigen. Der Verein benennt die Zahl seiner Unterstützer mit etwa 100.000, auch dieser Wert wird aber angezweifelt.
Der Verein hat etwa 14 Angestellte (Stand 2013). Diese Angaben werden allerdings immer wieder in Zweifel gezogen.
Der Vereinssitz ist in Berlin-Mitte.

## Ziele und Aktivitäten
Zu den Grundpositionen des Vereins zählen:
- ein Steuersystem mit niedrigen, einheitlichen Steuersätzen (vgl. Modelle von Paul Kirchhof und Friedrich Merz), von denen vor allem die Bezieher hoher Einkommen profitieren
- ein Verfassungsgebot, das die Aufnahme zusätzlicher Schulden verbietet
- die Deregulierung des Arbeitsmarkts und der Sozialversicherung sowie den Abbau von Unterstützungsleistungen in diesen Ressorts
- die Einführung eines Verhältniswahlrechts mit flexiblen Listen oder eines Mehrheitswahlrechts
- die Förderung von Geburten durch die Betonung der Familiendefinition als vorrangige bzw. ausschließliche Verbindung von Mann und Frau und ideelle sowie finanzielle Förderungen dieser Ehen
- Änderungen der Bildungspolitik

Der Verein versteht sich als Zusammenschluss von Bürgern, die sich für mehr zivilgesellschaftliches Engagement einsetzen und ihre gemeinsamen Interessen gegenüber Regierungen und Parlamenten vertreten. Das Handelsblatt bezeichnete die Zivile Koalition 2012 als ein Protest-Unternehmen, das sich einem konservativen Weltbild verpflichtet fühlt.
Auf die Zivile Koalition geht eine Sammelklage von über 5000 Bürgern vor dem Europäischen Gerichtshof (EuGH) gegen den Ankauf von Staatsanleihen verschuldeter EU-Länder durch die Europäische Zentralbank (EZB) zurück.
Die Zivile Koalition war maßgeblich am Widerstand gegen den Euro-Rettungskurs beteiligt, mit tragender Rolle „im konservativen Lager außerhalb der Union“.
Weitere Impulse richteten sich gegen den Familiennachzug von Flüchtlingen und gegen die Abschaffung des Bargelds.
Politologen schätzen die Zivile Koalition mitunter als „die politisch wirksamste christlich-fundamentalistische Kraft in der AfD“ ein.
Der Verein betreibt mehrere Websites, u. a. medienfreiheit.de, abgeordnetencheck.de, die gezielte Forderungen des Vereins verbreiten, so z. B. die Abschaffung des Rundfunkbeitrags. Civilpetition.de fungiert als Petitionswebsite.

## Kritik
Der Verein stand in den Schlagzeilen, weil der Verdacht auf Veruntreuung von Spendengeldern bestand. Auch den Ankauf von E-Mail-Adressen bei Adresshändlern warf man dem Verein vor.